# Suženjstvo
Suženjstvo je status osebe, nad katero se izvaja lastninska pravica. Četudi so zakoni in sistemi raznih držav različni, je v smislu lastninske pravice suženj enakovreden premoženju; to pomeni, da je njegova oseba lahko predmet pravnih in trgovskih poslov.

## Terminologija
Beseda suženj izhaja iz južnoslovanske besede *sǫ́žьn'ь 'zvezan skupaj' (ožje 'vrv'), ki v prenesenem pomenu označuje ujetnika.
Današnji izrazi Slave, (ang.|), Sklave (nem.), schiavo (ita.), esclave (fr.) izhajajo iz latinskega sclavus in grškega σκλάβος, , kar je generični izraz za Slovana. V srednjem veku je bil namreč zasežen Slovan najobičajnejši talec, vojni ujetnik, saj so bili Slovani zadnje priseljeno ljudstvo po razpadu Zahodnega rimskega cesarstva. Zato tudi imajo starejši slovanski jeziki drugačen izraz za ta pojem: Čehi imenujejo sužnja otrok (morda iz starejšega votrok s pomenom nezrel človek), Rusi so pred revolucijo| povezovali izraz pаб [rab] na besedo rabota = delo, danes je uveljavljena etimologija iz latinskega orbus = sirota.

## Definicija
Suženjstvo v klasičnem smislu je bilo znano že pri Sumercih in se vse do danes še ni izteklo, čeprav je v teku stoletij dobilo nove oblike in s tem tudi nova imena za izvajanje lastninske pravice nad sočlovekom. Iz tega sledi, da je sama definicija suženjstva vezana na dobo izreka in na miselnost tiste dobe: najstarejše oblike suženjstva so bile popolnoma upravičene »kazni« za premagane vojake in za neplačnike dolgov, za srednjeveško moralo je bilo suženjstvo naravno stanje primitivnih ljudstev, ki so se enačila z živalmi. Po moderni obsodbi in prepovedi suženjstva so se pojavile nove oblike podrejanja, od ekonomskih omejitev do nekaterih spolnih perverzij. Kot posledica tega razlikovanja glede na dobo dogajanja je zgodovina suženjstva v grobem sestavljena iz treh delov, zato ima ta socialni pojav tri glavne definicije. Suženjstvo do poznega 15. stoletja je bilo ena od oblik prisilnega dela, ki ni imela veze s poreklom sužnja, razen priporočil glavnih verstev, naj se njihovi verniki ne zasužnijo. Z začetkom 16. stoletja je tedanja kraljevina Kongo začela plačevati evropske proizvode s sužnji in s tem je suženjstvo postalo največji trgovski posel v zgodovini človeštva. Po uradni prepovedi suženjstva v 19. stoletju se lastninska pravica nad ljudmi izraža z ekonomskim in spolnim izkoriščanjem manj razvitih skupin prebivalstva.

## Zgodovina
Ta trojna definicija je predpostavka današnjega razumevanja suženjstva, saj se običajno celotna doba antike sprejema kot »navada starih časov«, medtem ko je trgovanje s sužnji med 16. in 19. stoletjem (atlantska prisilna selitev) obravnavano večinoma kot »tragedija človeštva«, resda bolj z emotivnega stališča in velikokrat brez objektivnih podatkov. Kar se pa tiče tretjega obdobja, to je današnjih časov, večina svetovnih medijev sicer pozna in obsoja moderne oblike suženjstva, vendar jih po navadi vključuje v »normalno kriminalno dejavnost« in s tem opraviči odtujenost problemu.

### Prvotna oblika suženjstva
V antiki je bilo suženjstvo le ena od oblik socialnega razmerja med osebami in kot tako splošno sprejeto in upravičeno. Upoštevajo ga med drugimi tudi Sveto pismo (tako hebrejsko kot krščansko), Aristotelovi spisi, islamsko pravo, hindujska besedila in kitajska tradicija, kjer je bilo suženjstvo (xi) normalno že v drugem tisočletju pr.n.št. Tako kitajski kot mezopotamski zakoni v najzgodnejših pravnih virih obravnavajo suženjstvo kot sestavni del družbe. Hamurabijev zakonik (približno 1760 pred našim štetjem)  predpisuje smrt za kogarkoli, ki pomaga pri pobegu sužnja ali mu daje zavetje. Tudi ena najzgodnejših svetopisemskih knjig opravičuje suženjstvo z zgodbo Noetovega sina Hama.
Suženjstvo je bilo prisotno v vseh antičnih in pred-antičnih družbah na vseh celinah in v vseh kulturah, vendar se je kot razmerje med neenakopravnimi osebami v marsičem razlikovalo glede na kraj in dobo. Vzrok za suženjstvo je bil različen. V najstarejših časih so bili sužnji v glavnem vojni ujetniki in gospodarji so imeli nad njimi pravico življenja in smrti. Sužnji so bili tudi zapuščeni otroci in kaznjenci. Status sužnja je bil večinoma tudi podedovan. Ponekod so bili sužnji izenačeni z domačimi živalmi, se pravi da so bili dolžni brezpogojno delati po gospodarjevem ukazu, za kar jim je bila dana možnost (ne pravica) preživetja. Drugod so bili sužnji, sicer vedno brez osebne svobode, vključeni v družinsko ali srenjsko življenje, torej nekakšni dosmrtni brezpravni služabniki. V nekaterih primerih, ko so bili sužnji izobražene osebe, so jim dalekovidni gospodarji celo zaupali vzgojo otrok. Zato je mogoče opredeliti države antike v dve skupini, in sicer v skupnosti, ker so živeli tudi sužnji, in v prave suženjske države. Sistem suženjske države je predvideval redni dotok sužnjev, bogato elito, ki si je lahko dovolila nakup sužnjev, potrebo proizvajalcev po suženjskem delu, predvsem pa pravni sistem, ki je priznaval suženjstvo.

### Rimski imperij
Rimsko cesarstvo je bilo tipična suženjska država, to je skupnost, kjer je suženjstvo podlaga državnega gospodarstva. V pozni republikanski fazi Rimskega imperija je več kot četrt prebivalstva Starega Rima bilo sužnjev. Za državo so bili bistvenega pomena: ko je ukinitev osvajalnih pohodov prekinila dotok sužnjev (vojnih ujetnikov), je cesarstvo začelo propadati. 
Ena od najbolj poznanih omemb suženjstva v antiki je zgodovina upora, ki ga je proti rimskemu imperiju vodil Spartak med letoma 73 in 71 pr.n.št. (tretja suženjska vojna). Zgodovinski opisi, ki sta jih zapustila Plutarh in Apijan, pričajo o veliki številčnosti sužnjev v državi in predvsem o razmerah, v katerih so živeli. Vendar je jasno, da je bilo za moralo tiste dobe suženjstvo ne samo sprejemljivo, temveč celo potrebno. Zato je bilo zatrtje upora velik uspeh, ki je bil deležen triumfa po Rimskih ulicah.

### Islam
Tudi v islamskem svetu je bilo prisotno suženjstvo, a se je razlikovalo od evropskega v dveh glavnih značilnostih. Prvič, suženj je lahko bil osvobojen, če je sprejel islamsko vero. Drugič, sinovi sužnje in svobodnega muslimana so se rodili svobodni; v večini verskih skupnosti status sužnja sploh ni bil deden.
Zgodovinsko se je arabsko trgovanje z ljudmi začelo v prvih stoletjih našega štetja, ko je bila uvedena uporaba dromedarjev za prekosaharska potovanja. Severnoafriški trgovci so začeli dobavljati sol, konje in drugo blago v osrednje predele kontinenta, kjer prebivalci niso imeli plačilnih sredstev razen obilice vojnih ujetnikov. Ti sužnji so bili nato preprodani v vzhodne dežele. Natančni obseg tega trgovanja ni znan, vendar se da sklepati iz zgodovine današnjega Iraka, kjer je v devetem stoletju nastal »upor zanj« (arabsko zanj [zandž] = črnec). Uporni sužnji so pobili tisoče mož in ugrabili njihove ženske in otroke ter začeli ogrožati Bagdad, preden so bili poraženi, štirinajst let po začetku upora. Po tem uporu se je povpraševanje po sužnjih precej zmanjšalo, vendar ne zaključilo.
Arabska navada zasužnjevanja je trajala dlje kot evropska, saj je bila navadno povezana z versko motivacijo, medtem ko so belci upravičevali suženjstvo samo s potrebo po delovni sili. Seveda je bila trgovina z ljudmi tudi za pripadnike islama donosen posel, vendar države niso nastajale in bogatele z njim, kot se je to zgodilo za Španijo in Portugalsko. Vsekakor so bile posledice precej podobne: kakor so Evropejci preplavili Južno Ameriko s krščanstvom, tako so na drugi strani sveta Arabci prinesli islam širom po Afriki in Aziji. Ker po koranu suženjstvo ni prepovedano, so ga moderne islamske države ukinile precej kasneje od evropskih. Še leta 1960, dve leti pred ukinitvijo sužnjelastništva v Saudovi Arabiji in Jemnu, je bilo našteto 300.000 sužnjev samo v Saudovi Arabiji.
Sužnji so prihajali iz različnih regij in iz različnih zgodovinskih situacij; v podsaharski Afriki jih še imenujejo zandž, na področju Velikega Kavkaza (predvsem gre za Čerkeze) in vzhodne Evrope so sakalibi, v osrednji Aziji jih imenujejo tatari.
Zanzibar je bil še do nedavnega vzhodnoafriška prestolnica za trgovino s sužnji. Skozenj je letno šlo po 50.000 sužnjev, namenjenih v Azijo. Nekateri zgodovinarji ocenjujejo, da je med 11 in 18 milijoni afriških sužnjev prečkalo Rdeče morje, Indijski ocean in Saharsko puščavo v obdobju med letoma 650 in 1900. Zgodovinar Eduard Rüppell opisuje izgube sudanskih sužnjev na poti preko Zanzibarja do Egipta: »Daftardar beg je z vojsko zajel leta 1822 v južnem pogorju Nube 40000 ujetnikov. Zaradi slabe oskrbe, bolezni in potovanja po puščavi jih je le 5000 dospelo v Egipt.«
Oblika islamskega zasužnjevanja, ki je bila v navadi tudi v naših krajih, je janičarstvo iz dobe turških vpadov (1365-1826). Ugrabljeni mladostniki so se morali vojaško izšolati in izuriti in so postali elita turške vojske, v katero turški državljani niso imeli vstopa. Četudi po pravu še vedno v lasti turške vlade in s prepovedjo poroke, niso bili na prodaj in so se smeli ukvarjati tudi z dodatnimi posli, recimo s trgovino in posredništvom. Dodeljena jim je bila znatna plača in mnogi privilegiji. Ko je bil korpus janičarjev razpuščen (1826), je štel več kot 200 tisoč aktivnih vojakov. Kot rečeno, so to bili samo zasužnjeni mladostniki, tudi iz naših krajev. 
Zelo razvito je bilo tudi prekupčevanje belih sužnjev, ki so jih dobavljali predvsem sredozemski pirati bodisi s plenjenjem ladij kot tudi z vpadi na obalne kraje za pridobitev sužnjev. Po nekaterih ocenah so med 10. in 15. stoletjem severnoafriški trgovci dobavljali okoli 5 tisoč sužnjev letno; v obdobju od začetka 16. stoletja do polovice 18. stoletja je bilo usužnjenih 1.200.000 Evropejcev samo na obalah Tunizije, Alžirije in Tripolitanije. Trgovina z belimi sužnji je upadla po berberskih vojnah (1800-1815), ko so Švedska in ZDA premagale berberske države. Tudi dobava sužnjev z obal Črnega morja do Bizanca je znašala med 16. in 17. stoletjem okoli 2,5 milijonov oseb. Ocenjuje se, da so v času Krimskega kanata Tatari zaplenili in zasužnjili več kot tri milijone ljudi , ki so jih preprodali v Bizanc.

### Križarske vojne
Kakor je veljal muslimanski princip, po katerem ni bilo dovoljeno zasužnjiti pripadnika islama, tako je bilo tudi kristjanom prepovedano zasužnjevanje svojih vernikov, vendar se v praksi to načelo ni vedno upoštevalo, saj politično stanje v srednjeveški Evropi ni nudilo dovolj močne oblasti, ki bi uveljavila spoštovanje zakona. Vse do križarskih vojn, ko sta se krščanstvo in islam neposredno spopadla, se vprašanje suženjstva niti ni postavljalo. Križarske vojne so pomemben mejnik tudi za razvoj suženjstva, saj so povzročile zanimanje Evropejcev za pridobivanje sladkornega trsa, ki je s časom povzročilo nastanek plantaž. Gojenje sladkornega trsa, ki je bilo že pred časom uvedeno iz vzhodnih dežel, se v Evropi ni posebno obneslo, vse dokler ga niso načrtno začeli izvajati križarji, ki so se udomačili na zasedenih ozemljih. Ko so bili z njih izgnani, so ustvarili plantaže na Cipru, Kreti in Siciliji. Tem prvim plantažam so sledile portugalske na Maderi in na São Tomé. Uspeh je bil tolikšen, da so Portugalci organizirali sistem plantaž v Braziliji. Medtem ko so bili delavci na Maderi pretežno svobodni Evropejci, je ekvatorska lega São Toméja narekovala uporabo skoraj izključno afriške delovne sile. V Novem svetu so se Španci in Portugalci – prvi v rudnikih srebra, drugi na plantažah - posluževali usužnjenih domačinov, in to dejansko do pokončanja mnogih etnij Ko je zmanjkalo lokalne delovne sile, so se za nadaljevanje donosne trgovine začeli uvažati afriški sužnji. S to delovno silo je že leta 1575 vsaka od brazilskih tovarn sladkorja proizvedla 130 ton sladkorja letno.

### Evropski srednji vek
V Evropi je s propadom Zahodnega Rimskega cesarstva ekonomski pomen suženjstva izumrl. Suženj je postal težko nabaven in drag luksus, pa tudi nekonkurenčna delovna sila, saj so se nekdanji latifundiji osamosvajali in avtonomno upravljali z uporabo svobodnih plačanih delavcev; strošek za plačo delavca je bil manjši od stroška za nakup in vseživljenjsko vzdrževanje aktivnega sužnja. V srednjem veku v Evropi ni bilo več sužnjev za domačo rabo – enostavno zato, ker se ni več splačalo.
V nekaterih področjih skandinavskega polotoka je bilo suženjstvo ukinjeno šele v 14. stoletju, na Poljskem v 15. stoletju, kjer pa se je še vedno, kakor v Rusiji, ohranjalo tlačanstvo. Postopno izginotje sužnjev v Evropi namreč ne pomeni, da je bil najnižji socialni sloj veliko na boljšem od sužnjev. Gola osebna svoboda ni odpravila razlik med revnimi in bogatimi: gmotne življenjske razmere tlačanov so bile velikokrat še težje kot za časa sužnjev. Kar se pa tiče osebnih svoboščin, je fevdalni sistem nekakšna prehodna stopnja med antiko in našimi časi.
Z začetkom moderne dobe je tudi srednjeveško pojmovanje osebnih pravic zastarelo, vendar ni še izumrla navada usužnjevanja sovražnikov oziroma političnih nasprotnikov. Leta 1625 je Jakob II. Angleški uradno odločil, naj se vsi Irci, ki so zaprti v lokalnih ječah, prepeljejo v Karibe in tam prodajo plantažnikom; v kratkem je bilo deportiranih okoli 30 tisoč Ircev. Med letoma 1641 in 1652 je bilo poslanih na Karibe nadaljnjih 300 tisoč Ircev, vključno s približno 100 tisoč otroci pod 14. letom. V isti dobi je 52 tisoč žensk in otrok bilo poslanih na Barbados in v Virginijo. Prodajne pogodbe sicer nikjer ne govorijo o »sužnjih«, saj so predvidevale le »začasno služenje«, po zaključku katerega naj bi bil delavec odpuščen iz službe in nagrajen . Da bi si prihranili ta strošek, pa so gospodarji s temi delavci posebno surovo ravnali in malokateri je preživel. Znan je primer prisilne migrantke Ann Glover, zaposlene v sladkorni plantaži, ki je leta 1680 služila kot pestunja v Salemu. Ko so otroci zboleli, je bila obtožena čarovništva in obsojena na smrt. Ko je pod vislicami molila očenaš v svojem jeziku gelščini, ki je navzoči niso razumeli, so sodniki to šteli za sporazumevanje s hudičem in za dokaz pravične obsodbe. Bila je zadnja ženska, ki so jo v Bostonu obsodili kot čarovnico; po tej obsodbi so se v naslednjih letih zgledovali na salemskih procesih.

### Portugalci in prehod v drugo obliko suženjstva
Na zahodni obali afriške celine je bila na začetku petnajstega stoletja vsa trgovina v rokah portugalskih pomorščakov, ki so vztrajno prodirali proti jugu. Prvi raziskovalci so osvojili priobalne kraje in zasužnjili domačine, a kaj kmalu je postalo jasno, da sta ropanje in uporaba sile manj donosna od miroljubnega trgovanja; leta 1456 je odprava pod vodstvom Dioga Gomesa uvedla mirovne sporazume in trgovske dogovore z domačini, ki so ostali podlaga nadaljnjih raziskovanj. Ko so Portugalci na ozemlju današnje Gane prišli v stik z lokalno trgovino, so uvideli možnost novih donosnih izmenjav. V notranjosti dežele, a nedaleč od obale, so se namreč nahajala najdišča zlata, ki so ga rudarji prevažali do trgovskih središč na jugu Sahare, od koder so ga nato severnoafriški trgovci tovorili preko puščave do Sredozemlja. Izmenjave so se odvijale na primitivni ravni in izkušeni portugalski trgovci so se zlahka vključili v donosni posel. Obojestransko ugodni dogovori so dovolili novim prišlekom zgradnjo trgovske baze São Jorge da Mina (Sveti Jurij ob rudniku), ki je danes znana kot Elmina. To je bila prva od mnogih utrdb na tem področju: okoli leta 1500 je samo iz Elmine odplula po ena karavela zlata mesečno. Pospešeno izkoriščanje rudnikov je zahtevalo vedno več delovne sile, zato so Portugalci začeli preskrbovati z evropskimi izdelki nekatere afriške skupnosti, ki so jim za plačilo nudile sužnje za rudnike. Čeprav se danes zdi neverjetno, so bili prvi kupci sužnjev prav sami afriški domačini, to je lastniki rudnikov: med letoma 1475 in 1540 so Portugalci uvozili v Zlato obalo (danes Gana) preko 12 tisoč sužnjev. Zgodnje afriške države so namreč bile tipične suženjske države: v antičnih Gani in Maliju je tretjina prebivalstva bila lastnica ostalih dveh tretjin, to je sužnjev. Navada usužnjevanja je bila normalna v vseh afriških skupnostih že davno pred prihodom Evropejcev in je ponekod trajala še dolgo po ukinitvi atlantskega preseljevanja. Še v 20. stoletju, med svetovnima vojnama, se je veliko razpravljalo o težki situaciji v Etiopiji in Nigeriji.
Bolj vzhodno od Zlate obale so Portugalci navezali stike s Kraljevino Benin , ki je bila politično ustaljena in ekonomsko razvita država z dobro urejeno vojsko. Portugalci so nudili baker in medenino, elegantna evropska oblačila in steklene predmete; kot posebno darilo so kralju pripeljali konja. Beninci so bili bogati in omikani in so te novosti radi sprejeli. Plačevali so s tkaninami, poprom, slonokoščenimi izdelki, dragimi kamni in občasno z vojnimi ujetniki. V nadaljevanju svojega raziskovanja so Portugalci prišli do Kraljevine Kongo, današnje severne Angole. Tudi Kongovci so bili zainteresirani za evropsko blago, a niso imeli ekonomske blaginje Benina, niti njegove politične stabilnosti. Kralj si je zagotavljal naklonjenost plemstva z dragimi portugalskimi izdelki, ki jih ni mogel drugače plačevati kot s sužnji, velikokrat iz vrst pripadnikov opozicije. Verjetno iz istih utilitarističnih razlogov je kralj odprl vrata katoliškim misijonarjem in celo njegov sin je postal prvi kongoški škof. V časovnem pregledu se trgovanje med Kongom in Portugalsko postavlja kot začetek novega obdobja suženjstva, ko suženj ni bil več prisilni delavec (torej oseba, človek), temveč plačilno sredstvo oziroma blago za preprodajo.

### Trgovanje s sužnji in atlantska prisilna selitev
Kolonialisti Novega sveta, najprej Španci, so prinesli s sabo navade tedanje Evrope, vključno z uporabo sužnjev za osebno rabo in za opravljanje težkih del. V ta namen so podjarmili domačine, ki pa niso bili zadostno odporni proti krutemu ravnanju gospodarjev in predvsem ne proti raznim boleznim, ki so jih konkvistadorji prinesli iz Evrope. Zato so v veliki večini podlegli razmeram, izumrlo je veliko število avtohtonih prebivalcev in gospodarji so morali poiskati drugi vir delovne sile. Začeli so uvažati Afričane, ki so bili bolj primerni za težka dela in lažje dostopna delovna sila.
Ko je govora o suženjstvu, posebno v zvezi z nečloveškim ravnanjem, ki so ga bili sužnji deležni, pade največji poudarek na tako imenovano atlantsko prisilno selitev, čeprav so tudi v sami Evropi od vselej obstajale krute in danes nerazumljive oblike nasilja nad podjarmljenimi ljudstvi. Dejansko je bil odnos gospodarja do sužnja vedno odvisen od okoliščin in predvsem od osebne kulture. Pri tem je vredno opomniti, da Afričani niso bili prvi sužnji srednjeveških Evropejcev, saj je prva znana prodajna pogodba belih sužnjev iz leta 1612, to je sedem let pred prihodom prvih afriških sužnjev v Jamestown. Kot omenjeno v prejšnjem poglavju, so Angleži »normalno« pošiljali Irce v suženjstvo, vendar se ta dejanja vključujejo v zgodovinski razvoj problema kot ravnanje s podjarmljenim narodom, saj ne pride v poštev kot trgovina s sužnji: Angleži niso iskali zaslužka s preprodajo ljudi, so se le hoteli znebiti upornih Ircev.
Atlantska prisilna selitev je pa ena od oblik trgovanja z ljudmi, ki je nastalo, ko so kolonialne države v kolonijah spet uvedle suženjstvo. Nastopila je nova vrsta lastnikov. Medtem ko so antični gospodarji kupili človeka, da jim je služil, so se v začetku novega veka pojavili drugačni lastniki, navadni prekupčevalci, ki so delovno silo le preskrbovali. Če so gospodarji morali upoštevati, da na primer izstradan delavec ni uporaben, so pa trgovci mirne duše dopuščali, da suženj umre od lakote, saj so lahko dvignili ceno pri prodaji njegovih tovarišev. Grozote atlantskega prevoza se dajo strniti v navaden trgovski račun: vrednost tovora se ne spremeni s spremembo količine. Za Portugalce je bilo pomembno samo trgovsko stališče: blago je treba plačati, če že ne z zlatom in poprom, pa z ljudmi, saj so bili ljudje plačilno sredstvo za nakup drugega blaga. Niso predvidevali, da so s tem zagnali najobsežnejši trgovski posel vseh časov, trgovanje s sužnji, vendar to ne pomeni, da so brez krivde za to socialno katastrofo.
Atlantska prisilna selitev je zgodovina suženjstva od leta 1518 (Karel V. Habsburški izda asiento (privolenje) za uvoz 4000 afriških sužnjev v španska posestva na Karibih) do leta 1867 (zadnja ladja z afriškimi sužnji pristane na tedaj španski Kubi). V tem obdobju je bilo v Afriki vkrcanih skupno 12,5 milijonov sužnjev, od katerih je preživelo čezoceansko potovanje le 10,8 milijonov. Okoli 34 % je bilo žensk in 28 % otrok. Velika večina jih je bila prodana v Južno Ameriko, okoli 645 tisoč pa v Severno. Približno polovica vseh sužnjev je prečkala Atlantik med letoma 1700 in 1800. Že samo te številke zelo jasno prikazujejo bistveno nečlovečnost in obseg tega genocida. Poleg tega je treba tudi upoštevati, da so bile vpletene v trgovino s sužnji največje banke in zavarovalnice tiste dobe, kar pokaže v pravi luči takratno ekonomsko politiko evropskih velesil.
Glavni trgovci s sužnji so bili (po padajočem vrstnem redu glede na obseg): Portugalci (in Brazilci), Španci, Angleži, Francozi, Holandci, Danci, Američani (ZDA). Portugalci so prevladovali pred letom 1726 in po letu 1807; v vmesnem obdobju, se pravi v letih najbolj pospešenih potovanj, so prednjačili Angleži. Španske ladje so dobavljale sužnje svojim kolonijam v začetni dobi in v zadnjih letih prisilnih selitev, ker so Španci skozi vse obdobje raje prodajali pravico do trgovanja s sužnji tujim trgovcem, ki so jim bili pripravljeni ta asiento drago plačati. V drugi polovici 17. stoletja so Holandci, Angleži in Francozi kolonizirali Karibe in uvedli plantaže s suženjsko delovno silo.
Sužnji so prihajali iz osmih afriških območij: Gorée (Senegal), Sierra Leone, zahodna obala (danes Liberija in Slonokoščena obala), Zlata obala (danes Gana), Beninski zaliv (obalni Togo, Republika Benin in jugozahodna Nigerija), Biafrski zaliv (jugovzhodna Nigerija in Kamerun), srednjezahodna Afrika (Angola, delno Republika Kongo in Zambija), jugovzhodna Afrika (obalna Tanzanija, Mozambik, vzhodna obala Republike Južna Afrika).

### Ukinitev trgovine s sužnji
Ob upoštevanju dejstva, da so bile vse večje države tiste dobe aktivno vpletene v trgovino s sužnji, ki jim je donašala dokaj visoke dohodke, se postavlja vprašanje, zakaj in kako so selitev ukinili. Po navadi se odgovarja, da je človeški razvoj dosegel moralno zrelost, ki ni več dovoljevala krivic in nasilja, ki so bili tipični za trgovanje s sužnji. Danes je uveljavljeno splošno mnenje, da je bil razvoj pomorske tehnologije hitrejši od kulturne adaptacije, ali z drugimi besedami, ljudje so prepozno razumeli, da možnost prekooceanske plovbe ne upravičuje množične deportacije delovne sile iz Afrike v Novi svet: ko so to uvideli, so atlantsko prisilno selitev ukinili. 
V resnici so bili moralni pomisleki le eden od manjših vzrokov ukinitve. Večjega pomena so bili mnogi upori, ki so jih sužnji uprizorili v raznih kolonijah, čeprav so se večinoma končali v krvi. Uporniki so se zgledovali po revoluciji na Haitiju, kjer se je začetni upor sužnjev proti francoskim kolonialistom sprevrgel v trinajstletno osvobodilno vojno, po kateri se je morala Francija odpovedati posestvom in je Haiti postal prva neodvisna črnska republika na svetu. Seveda ostali upori niso bili toliko uspešni, vendar so dosegli precejšnjo zaskrbljenost kolonialistov. Postalo je jasno, da je treba visoke dobičke »plačati« z verjetno državljansko vojno, ki se utegne zaključiti z izgubo kolonije – suženjstvo ni bilo več donosno. Eric Eustace Williams, poznejši premier Trinidada, je leta 1944 objavil svojo tezo o vzrokih britanskega odstopa od suženjstva. Zgodovinsko naj bi bilo prav bogastvo, ki ga je ustvarilo suženjstvo, zaslužno za nastanek in razvoj industrijske revolucije. Nato naj bi prav posledice te revolucije, to je vpeljanost strojev v proizvodnjo, zmanjšale ali odpravile potrebo po delovni sili – torej spet suženjstvo ni bilo več donosno.
Vendar je poleg tega utilitarističnega obračuna igrala zelo pomembno vlogo tudi politika. Veliki problemi Francozov na Haitiju in na drugih kolonialnih posestvih so bili povod, da so se Angleži, njihovi zgodovinski nasprotniki, opredelili za proti-suženjsko politiko, hoteč s tem dokazati svojo moralno večvrednost, čeprav je šlo v resnici le za politični prestiž. Sprva so prepovedali prodajo sužnjev v neangleške kolonije, da bi onemogočili trgovsko konkurenco. To je podžgalo abolicioniste, da so še glasneje zahtevali ukinitev suženjstva, kar je leta 1807 parlament odobril. Uradna zakonodaja, Abolition of Slavery Act, je leta 1833 dokončno prepovedala suženjstvo, vendar ne v Indiji, kjer se je štelo za »sestavni del lokalne kulture«. Angleži so seveda razumeli, da so na ta način odprli pot drugim državam za nadaljevanje posla, zato so od njih zahtevali odpravo suženjstva, seveda iz moralnih, etičnih razlogov. Dunajski kongres (1814) je zelo ohlapno obsodil suženjstvo, Portugalska se je odpovedala trgovini s sužnji samo severno od ekvatorja (kjer dejansko ni imela večjih stikov), Španija je obljubljala in odlašala. Brazilija, ki je leta 1822 postala neodvisna od Portugalske, je bila proti vsaki ukinitvi in je šele leta 1830 obljubila sodelovanje v zameno za konkretno gospodarsko podporo s strani Angležev. Trgovina s sužnji se je dejansko nadaljevala, čeprav v manjšem obsegu, še pol stoletja. 
V Združenih državah Amerike so pobude za prepoved suženjstva in trgovanja s sužnji imele precejšnjo podporo v severnih kolonijah, kjer je bil industrijski razvoj najmočnejši. Tako so nastali različni zakonodajni vplivi na zmanjšanje sužnjelastniških odnosov. Z letom 1808 je bil na primer prepovedan uvoz sužnjev v ZDA, a še vedno je bila dovoljena trgovina znotraj države. Sužnjelastniška razmerja so veljala za predmet civilnega prava posamične zvezne države, kar je omogočalo, da je lahko posameznik prodajal in kupoval sužnje na drugih tržnicah, njegov nakup pa je bil veljaven v njegovi zvezni državi. Delna prepoved suženjstva je pomenila predvsem takojšnjo emancipacijo sužnja, ki mu je uspelo pobegniti v zvezno državo, kjer je suženjstvo bilo prepovedano. Aktivizem je tako velikokrat pomenil le organizirano tihotapstvo ljudi v emancipacijo, kjer so sužnji pridobili državljanstvo, delovno mesto in prenočišče. Finančne posledice prepovedi suženjstva pa so pomenile za južni del ZDA resno ekonomsko škodo. Izvolitev Abrahama Lincolna, ki se je med volitvami jasno izrazil za nasprotnika sužnjelastništva, je skoraj nemudoma pahnila Združene države v državljansko vojno. Med vojno je Lincoln uvedel takojšnjo osvoboditev sužnjev, ki so se aktivno udeležili vojnih spopadov proti konfederacijskim silam. Takšna zakonita emancipacija je bila kasneje tudi potrjena po vojni, kar je ukinilo suženjstvo s trinajstim amandmajem k ustavi. Pred državljansko vojno je bilo v ZDA 4 milijone sužnjev. Trinajsti amandma ustave ZDA je dodelil nekdanjim sužnjem nove pravice, kar je sicer pomenilo le možnost kmetovanja in hlapčevanja, a jim je vseeno omogočilo nov način življenja.

### Prepoved suženjstva
Kljub vsem nasprotovanjem je bil v začetku dvajsetega stoletja postopek abolicije uveden. Sicer zelo postopoma in počasi, a kostantno, je bilo sprejeto načelo o človekovi osebni svobodi. Po prvi svetovni vojni sta se proti suženjstvu organizirala tako Društvo narodov kot Mednarodna organizacija dela. 

Leta 1948 je Generalna skupščina Združenih narodov sprejela Splošno deklaracijo človekovih pravic, v kateri je bila odprava suženjstva jasno navedena kot mednarodno priznana splošna človekova pravica. 4. člen je 10. decembra 1948 jasno določil:
4. člen
Nihče ne sme biti držan ne v suženjstvu ne v tlačanski odvisnosti; suženjstvo in trgovina s sužnji v kakršnikoli obliki sta prepovedana.
Nekatere države so sicer sprejele načela te deklaracije, vendar so želele poudariti »lokalne vidike in kulture«, zato so jo izpopolnile z dvema inačicama: leta 1990 je izšla islamska verzija, leta 1993 pa azijska, ki jo je podpisalo 49 držav, torej predstavlja več kot tretjino svetovnega prebivalstva. Garant pravic je Organizacija združenih narodov in večina držav jih danes vključuje v ustavo.
Vsekakor formalna prepoved in formalni pristanek na prepoved ne pomenita povsod dejanske ukinitve suženjstva. Klasično suženjstvo še vedno obstala v državah Sudan, Mavretanija, Somalija, Angola, Pakistan, Indija, Nepal, Myanmar. Najbolj kritično je stanje v Mavretaniji, kjer so potomci nekdanjih sužnjev še vedno sužnji. Njihovo število se ceni na 600 tisoč oseb, kar je 20 % celotnega prebivalstva.

## Moderne oblike suženjstva
Uradna prepoved suženjstva v vseh državah je velikokrat ukinila le poznane načine trgovanja s sužnji, medtem ko se je suženjstvo samo ilegalno nadaljevalo v novih oblikah in z novimi sredstvi.
Med moderne oblike suženjstva šteje predvsem zloraba ljudi za prostitucijo in težja kmetijska opravila. Značilni sta dve konstanti tega izkoriščanja: prvič, žrtve nasilja so iz najnižjih ekonomskih slojev, večinoma tujci/tujke; in, drugič, prav zaradi tega osebno privolijo v zasužnjenje, saj jim gre za preživetje. Podobna oblika suženjstva je zloraba otrok za prostitucijo, beračenje in vojsko, a v teh primerih so bile žrtve odkupljene ali kar ugrabljene. Morda najhujša oblika suženjstva je prodaja telesnih organov, kjer sicer žrtev ne ostane na razpolago gospodarjev, je pa trajno telesno onesposobljena (če sploh preživi kirurški poseg).
Ker so ta dejanja uradno prepovedana, se vršijo samo pod okriljem organiziranega kriminala. Kriminalne organizacije pa imajo na razpolago veliko sredstev za izvajanje ugrabitev in za prevoze, predvsem pa za vzdrževanje stroge kontrole nad žrtvami. Najbolj običajen način zadrževanja žrtev so grožnje z maščevanjem nad sorodniki, ki so ostali v domačemn kraju.
Četudi je suženjstvo nezakonito v vsaki državi sveta, se še vedno ocenjuje število sužnjev med 12 milijoni in 45,8 milijona. O tem je več zelo različnih ocen, Mednarodna organizacija dela ocenjuje število današnjih sužnjev na 12,3 milijona. Mnoge organizacije menijo, da gre za znatno večje številke, še posebej glede ocenjevanja suženjstva v odplačilo dolga: ocene so se med letoma 2013 in 2019 izrazito povečale, ponekod celo podvojile.
Po ocenah organizacije Walk Free Foundation je Slovenija razmeroma dobro urejena država z oceno, da imamo okoli 4700 sužnjev v državi. V sorazmerju s številnostjo prebivalstva je to razmeroma majhna številka. Po oceni imamo dobro državno zaščito prebivalstva za obrambo državljanskih pravic, socialnih in zdravstvenih pravic ter osebne varnosti in smo dobro pripravljeni na begunske in konfliktne situacije. 
Lestvica držav, ki upošteva 52 različnih vrednosti, ugotavlja procent prebivalstva, ki se uvršča med sužnje. Slovenija zaseda 41. mesto od skupno 167 držav. Enako mesto so zasedli tudi Tajvan, Japonska, Madžarska in Urugvaj. Za njo, torej s povprečno »manj sužnji« v družbi, so (poleg nekaterih evropskih držav) tudi države kot so Vietnam, Jamajka, Čile in Brazilija. Na vrhu so Severna Koreja, Uzbekistan, Kambodža, Indija, Katar, Pakistan, Vzhodni Kongo, Sudan, Irak, Afganistan, Jemen, Sirija, Somalija, Libija, Srednjeafriška republika.

## Gospodarski pomen
Bistvena značilnost suženjstva je poceni delovna sila, zato je razumljiva njegova gospodarska pomembnost v vseh časih. Danes se seveda težko določi natančni ekonomski doprinos suženjskega dela v teku zgodovine, vendar se da sklepati, da na primer egipčanske piramide niso bile zgrajene brez prisilnega dela. Tudi za ogromni Rimski imperij so bili sužnji osnovno sredstvo napredka, toliko da se šteje pomanjkanje sužnjev po zaključku osvajalnih vojn za enega od vzrokov propada države. Pozneje, za časa atlatskega prisilnega preseljevanja, je dotok sužnjev v plantaže zagotavljal njihovo rast in visoki dobiček vseh zainteresiranih, od posameznih lastnikov ladij do največjih svetovnih velesil tistega časa. Leta 1745 je britanski časnikar Malachy Postlethwayt zapisal: »Suženjstvo in njegove posledice so neusahljivi vir bogastva in pomorske sile tega naroda; trgovanje s sužnji je osnova za vse dejavnosti.«
Razvoj gospodarstva skozi vso človeško zgodovino bi bil pri belopoltem prebivalstvu gotovo počasnejši, če bi slonel samo na prostovoljnem delu svobodnih ljudi, in konkurenca kot spodbuda napredka bi bila brez suženjskega dela težje dosegljiva. Po drugi strani bi bilo afriško prebivalstvo verjetno na dokaj višji stopnji razvoja, če bi ne bilo v preteklih stoletjih okrnjeno za večino delovne sile. Upoštevanje teh dveh trditev pa privede do spoznanja, da bi lahko bilo aktualno socialno stanje svetovnega prebivalstva bolj uravnoteženo, saj bi bile razvojne razlike med eno in drugo skrajnostjo občutno manjše. Gre seveda le za intuitivna ugibanja, ki pa vendar poudarjajo velik gospodarski pomen suženjstva.
Četudi je suženjstvo kaznivo dejanje, spada med gospodarstva z večmilijardnim prometom, saj so izkupički tako visoki le še pri preprodaji mamil. Po ocenah raziskovalcev je svetovni obseg suženjstva do 35 milijard USD letnega prometa. Po raziskovalcu Siddharthu Kari je znašal svetovni dobiček za vse oblike suženjstva za leto 2007 približno 91,2 milijarde USD, to je 3.175 USD na sužnja (z razponom med 950 in 29.210 USD]). Približno 40 % teh prihodkov odpade na samo štiri odstotke suženjske populacije, namenjene spolnim storitvam. Po teh izračunih je povprečna svetovna cena sužnja približno 340 USD, najvišja vrednost spolnega sužnja je povprečno 1.895 USD, najnižja pa med 40 in 50 USD za sužnja, ki odplačuje dolg v Aziji in Afriki. Vrednost človeka, ki se upošteva pri ekonomskem izračunu dohodka, je okoli 90 USD na sužnja, kar pomeni, da se preko te mere vzdrževanje osebe ne splača in je ceneje zamenjati osebo.
Robert E. Wright je razvil ekonomski model, ki pomaga pri predvidevanju, kdaj bodo gospodarske družbe in podjetniki raje izbirali sužnje kot redne ali najemniške delavce, družinske člane ali katero drugo obliko delavstva.

## Družbene posledice
Suženjstvo je globoko vplivalo ne samo na gospodarstvo, temveč tudi na kulturni razvoj človeštva. To je danes posebno opazno v Afriki, iz katere je bila nasilno izseljena večina aktivnega prebivalstva, kar je pripomoglo k počasnejšemu razvoju vse celine. Medtem ko je ostali svet nadaljeval svoj normalni razvoj kulture in tehnologije, se je vsa Afrika nekako ustavila in tako nepopravljivo zaostala. Tudi sicer dobronamerni poskusi novodobnih organizacij, da bi pospešile afriški razvoj, niso veliko pomagali lokalnemu prebivalstvu, saj mu ni bila dana možnost, da bi spontano razvilo svoje sposobnosti. V imenu napredka Afrika samo sprejema tuje navade, ne glede na svoje specifične lastnosti, zaradi česar bo verjetno še dolgo ostala odvisna od bolj razvitih držav.
Posledice suženjstva so vidne tudi v nekaterih kulturah, ki so se od srednjega veka razvile v zahodnem svetu. Srednji vek se v tem smislu šteje za prehodno dobo med antičnim pojmovanjem suženjstva in današnjo miselnostjo, ki jo je uvedlo razsvetljenstvo. Po propadu Rimskega imperija, ki se je razvilo največ z doprinosom suženjske delovne sile, je Evropa uvedla fevdalni sistem, v katerem so bili najnižji sloji prebivalstva sicer osebno svobodni, vendar so v odnosih do plemstva ostali sužnji. Kmečki upori, ki so se vrstili v Evropi od 14. stoletja dalje, se dajo v marsičem primerjati Spartakovemu uporu iz prvega stoletja pr.n.št. Razlika je v tem, da antični upori niso vplivali na odpravo suženjstva, medtem ko so srednjeveški upori kmetov bili eden od vzrokov propada fevdalnega sistema. Podobno je bila tudi februarska revolucija (1917) v Rusiji, najuspešnejši upor premalo plačanih delavcev proti carju, ključni dejavnik emancipacije nižjih slojev delovne sile. Po mnenju nekaterih zgodovinarjev je prav oktobrska revolucija, ki ji je sledila, dokončno izkoreninila suženjstvo v Evropi. Uveljavila se je socialno pravičnejša zakonodaja v vseh evropskih državah ne glede na njihove politične smernice.
Popolnoma drugačne so posledice, ki jih je suženjstvo zapustilo v Novem svetu. Brazilija, ki je po odcepu od Portugalske najdlje vztrajala z atlantskim preseljevanjem, je postala nova domovina za več kot 3.500.000 Afrikancev, ki so se postopoma asimilirali z domačini in belimi priseljenci. Tako je 47,33 % prebivalstva današnje Brazilije bele polti in skoraj prav toliko (43,13 %) je mulatov; velika večina Brazilcev, tudi belopoltih, ima predhodnike različnih ras in etnij, zato se država štele za edinstven primer multietnične skupnosti. 
Kuba je bila med zadnjimi državami, ki so prepovedale suženjstvo, saj je njeno gospodarstvo slonelo skoraj izključno na proizvodnji sladkorja, kave in tobaka, to je na suženjskem delu v plantažah. Že med vstajo domačinov proti španskim kolonialistom leta 1868 je veliko sužnjev sodelovalo pri uporu, saj sta obe strani jamčili osebno svobodo tistim, ki bi se pridružili bojevnikom. Tako se je skupno število sužnjev skrčilo za kar 37 % in čeprav je Španija zadušila upor in skušala uvesti prejšnje stanje, so preživeli ostali svobodni. Pozneje, med kubansko osvobodilno vojno, so voditelji upora postavili kot ideološko smernico prav rasno enakopravnost. Sodelovanje afriških priseljencev pri osamosvojitvi Kube je prispevalo h kubanski nerasistični narodni zavesti, ki jo potrjuje ustava iz leta 1901. Tudi zaradi direktnih posegov ZDA je bela elita še dolgo prevladovala v državi, vendar ne pri zadevah v zvezi z delavskimi in socialnimi problemi. Danes je Kuba »socialistična država delavcev« in je bila leta 2006 izvoljena za predstavnico Južne Amerike pri Uradu visokega komisarja Združenih narodov za človekove pravice.
Drugačna je slika v Združenih državah Amerike. Medtem ko so se temnopolti priseljenci v Braziliji in na Kubi vključili v domače prebivalstvo, so ostali v Severni Ameriki vedno zapostavljena populacija, ki je bila šele v preteklem stoletju postopoma sprejeta med bele priseljence. Vzroke za rasno diskriminacijo, ki še danes traja v ZDA, je treba pripisati posledicam suženjstva, predvsem tako imenovanemu »znanstvenemu rasizmu«, ki je hotel diskriminacijo upravičiti. Ta teorija je dokazovala »na znanstveni podlagi«, da so temnopolte osebe fizično in psihološko različne in manjvredne od belcev: razlike naj bi se kazale že v drugačnem telesnem ustroju; in ker sužnji niso radi delali, je to pomenilo, da so genetsko nesposobni za delo in za organizirano življenje. Čeprav je bilo pozneje dokazano, da je delitev človeštva na rase le izmišljotina, to prepričanje še danes prevladuje v raznih oblikah. V belopoltem prebivalstvu se je marsikje zakoreninilo enačenje črne polti s statusom sužnja, to je nesposobnega in neciviliziranega tujca.

## Kultura sužnjev
Sužnji so ob delu negovali običaje, folkloro, ples, borilne veščine, kakršne so poznali v domovini. Njihovo kulturo so gospodarji načeloma dopuščali, resne pa so bile omejitve glede vere in jezika, ker je veljalo prepričanje, da se mora suženj asimilirati z lokalnimi navadami. Zaradi nizke originalne izobraženosti sužnjev in pomanjkanja možnosti nadaljnje izobrazbe se je razvila predvsem kultura telesa za medsebojno sporazumevanje, saj so pripadali raznim etnijam in jezikovnim skupinam. Edina kultura, ki je bila vsem dostopna in razumljiva, je bil ples in sploh glasba. Uvedba enostavnih brenkal in bobnov, ki so bili edina glasbila, ki so si jih tudi gmotno mogli pridobiti, je značilna obogatitev raznih obstoječih kultur, ki so se prilagajale okoliščinam in novemu življenjskemu okolju. Ohranile so se tudi nekatere pripovedke in ljudska izročila, vendar ni neobičajno, da so te zgodbe samo predelave zgodb belih gospodarjev, čeprav v afriškem duhu.
Tudi verski običaji so se praviloma uspešno nalepili na verske običaje lastnika; največ odstopanj je ostalo na otokih, kjer se je ohranilo celo primitivno zdravništvo. Vudu, santerizem, mializem in različne oblike animizma so se prilagodili religiji belcev in prevzeli več krščanskih navad, predvsem splošno spoštovanje verskih predstavnikov kot edine oblasti, kar je močno zaznamovalo odnose med raznimi sloji prebivalstva. 
Kultura sužnjev je kasneje postala pomemben del identitete svobodnega temnopoltega državljana.

## Opravičila
Po prepovedi suženjstva se veliko razpravlja o opravičilih za to surovo ravnanje s sočlovekom. Pri tem je treba predpostaviti, da se suženjstvo samo ne da opravičiti, ker obstaja dejansko od vselej, oziroma – kolikor znano - vsaj štiri tisočletja, zato se šteje kot nekaka prirojena človeška lastnost. Kar je potrebno opravičila, je trgovina s sužnji, ki je imela svoj zgodovinski višek v atlantski prisilni selitvi. Za ta zločin proti človeštvu bi se morali opravičiti predvsem državniki, ki so v imenu napredka pokončali tisoče oseb, nato veleposestniki, ki so v imenu gmotnega dobička do smrti izkoristili nebogljene ljudi, in končno prevozniki in prekupčevalci, ki so to omogočili. Niso brez krivde niti vsi tisti, ki bi lahko to početje preprečili, omilili ali vsaj obsodili, v prvi vrsti predstavniki religij. Edino, kar se vsem tem posameznikom in organizacijam lahko prizna, je dejstvo, da tedanja morala ni obsojala takega početja, njihovo vedenje je bilo skladno s trenutnimi razmerami. Poleg tega so zgodovinarji pomembno prispevali k razumevanju trgovine s sužnji in tako razkrili bistveno vlogo samih Afričanov, prvih trgovcev s človeškim blagom, ki bi si morali deliti odgovornost za genocid. Odgovornost za udeležbo pri trgovini z ljudmi je težavno določiti zaradi sužnjelastniških odnosov, ki so obstajali v teh skupnostih tudi pred nastopom evropskih partnerjev. Trgovanje s sužnji je bilo namreč do tedaj že dobro urejeno med trgovci in plemenskimi ter rodovnimi skupnostmi. Pojavi sužnjelastništva so v Zahodni Afriki še vedno prisotni.
Leta 1999 je predsednik Benina Mathieu Kerekou izrekel javno nacionalno opravičilo za osrednjo vlogo, ki so jo odigrali Afričani v atlantski trgovini s sužnji, saj raziskave ocenjujejo, da je okoli 3 milijone sužnjev zapustilo obalo današnjega Benina. Predsednik Gane Jerry Rawlings se je prav tako javno opravičil v imenu svoje države za trgovino s sužnji.
Leta 2001 je francoski državni zbor sprejel zakon Taubira, ki prepozna suženjstvo kot Zločin proti človeštvu. 
Septembra 2006 so napovedali izdajo opravičila glede suženjstva Britanci. Sledila je »javna izjava žalosti«, ki jo je izdal Tony Blair kot ministrski predsednik 27. novembra 2006, nato pa je vlada izdala še uradno opravičilo za preteklo trgovino s sužnji na dan 14. marca 2007.
Leta 2010 se je libijski politik Gadafi opravičil za arabsko vpletanje v trgovino z ljudmi. Rekel je: »Obžalujem obnašanje Arabcev. Pripeljali so afriške otroke do Severne Afrike, jih zasužnjili in jih prodajali kot živali, vzeli so jih kot sužnje in jih tržili na sramoten način.«
Že nekaj let predvsem v ZDA obstajajo družbena gibanja, ki želijo doseči denarno nadomestilo za izgubljene prihodke, ki bi jih sužnji prejeli, če bi bili polnopravni državljani v istem obdobju. Nadomestila bi prejeli njihovi nasledniki, vprašanje bi se reševalo po civilnem pravu. Vprašanje je težavno zaradi zastaranja zahtevkov, pa tudi stroškov postopka vsled težav pri dokazovanju pravnega nasledstva. Tožbe so bile vložene v več državah, a so bile neuspešne zaradi naštetih razlogov, predvsem zastaranja.

### Stališča religij
Svetovne religije so imele v teku zgodovine različne pristope k problemu suženjstva, odvisno od zgodovinskega momenta in od prepričanj njihovih predstavnikov. Ni na razpolago virov o stališčih orientalnih religij in tribalnih verstev v zvezi s suženjstvom, je pa veliko dokumentacije o pogledih katoliške cerkve. Dejansko, stališče rimske cerkve niti ne obravnava obdobja rimskega imperija ali celo starejših časov, temveč pride v poštev samo za atlantsko prisilno selitev, predvsem zaradi izredne povezave z državami, ki so jo vpeljale. Izdanih je bilo več papeških bul na to temo, iz katerih je razvidno, da je cerkveno stališče odražalo splošno razumevanje ljudi tiste dobe. Nekateri izreki dovoljujejo, včasih celo priporočajo usužnjenje, drugi ga strogo obsojajo, vendar današnji pogled na problem ugotavlja, da so državniki upoštevali le tista mnenja, ki so jim bila trenutno naklonjena, čeprav je bilo spoštovanje cerkvene oblasti na videz neoporečno. Sklepi raznih sinod, ki so se ukvarjale s tem problemom (Koblenz leta 922, London leta 1102, Armagh leta 1171) niso imeli zadostnega vpliva na politična stališča vpletenih držav in posameznikov. Nekateri zgodovinarji se sprašujejo, če je bilo mnenje škofov in papežev sploh merodajno, oziroma ali bi strožja obsodba sploh mogla ustaviti najdonosnejši posel vseh časov.
.
Decembra 2014 se je prvič zgodilo, da so predstavniki največjih svetovnih verstev skupno nastopili in podpisali sledečo izjavo:
Podpisani smo se danes združili v zgodovinskem prizadevanju, da spodbudimo duhovno in dejansko voljo vseh svetovnih verstev in dobronamernih posameznikov, da se do leta 2020 in za vselej izkorenini moderno suženjstvo povsod po svetu. V Božjih očeh   je vsako človeško bitje svobodna oseba, naj bo dekle ali fant, ženska ali moški, in je ustvarjeno za splošno korist v enakosti in bratstvu. Moderno suženjstvo, naj bo trgovina z ljudmi, prisilno delo in prostitucija, preprodaja telesnih organov ali vsako dejanje, ki ne upošteva osnovnega načela, da so vsi ljudje enaki in imajo iste pravice, je zločin proti človeštvu. Danes se tu obvežemo, da bomo storili vse, kar je v naših močeh, bodisi v naših verskih združenjih kot izven njih, za sodelovanje pri pridobitvi svobode vsem, ki so usužnjeni in preprodani, da se jim omogoči obnovitev bodočnosti. Danes imamo priliko, zavest, znanje, inovativnost in tehnologijo za izpolnitev te človečanske in moralne zahteve. 

Papež Frančišek 

Njena svetost Mata Amritanandamayi (Amma)

Častitljivi Bhikkhuni Thich Nu Chan Khong (kot predstavnik Mojstra Zena Thích Nhất Hạnh)

Blaženi Datuk K Sri Dhammaratana, Najvišji Svečenik Malezije

Rabin dr. Abraham Skorka

Rabin dr. David Rosen

dr. Abbas Abdalla Abbas Soliman, državni podtajnik za al-Azhar (kot predstavnik Velikega imama al-Azharja Mohamed Ahmed El-Tayeb)

Veliki ajatola Mohammad Taqi al-Modarresi

Šeik Naziyah Razzaq Jaafar, posebni svétnik in predstavnik Velikega ajatola Sheikh Basheer Hussain al Najafi

Šeik Omar Abboud

Častiti in Visoko spoštovani Justin Welby, nadškof Canterbury-ja

Njegova eminenca metropolit Emmanuel Francoski (kot predstavnik Njegove svetosti ekumenskega patriarha Bartolomeja)